# Risoluzioni di Mecklenburg
Le Risoluzioni di Mecklenburg (o Risoluzioni di Charlotte Town) furono un elenco di risoluzioni adottate a Charlotte, nella contea di Mecklenburg, Carolina del Nord, il 31 maggio 1775; redatte nel mese successivo ai combattimenti di Lexington e Concord. In quel periodo, altri governi coloniali locali emisero elenchi simili di risoluzioni, ma nessuno di questi invocava l'indipendenza dalla Gran Bretagna. Si ritiene che le Risoluzioni di Mecklenburg siano alla base della non comprovata Dichiarazione d'indipendenza di Mecklenburg. Pur non essendo una dichiarazione formale, le Risoluzioni annullarono e invalidarono tutte le leggi emanate dall'autorità del Re o del Parlamento, ponendo fine al riconoscimento del potere della Corona nella colonia della Carolina del Nord e in tutte le altre colonie americane. Essa divenne la prima colonia a farlo ufficialmente, circa un anno prima dell'approvazione delle Risoluzioni di Halifax da parte del IV° Congresso Provinciale della Carolina del Nord.